# Pinheiro-manso

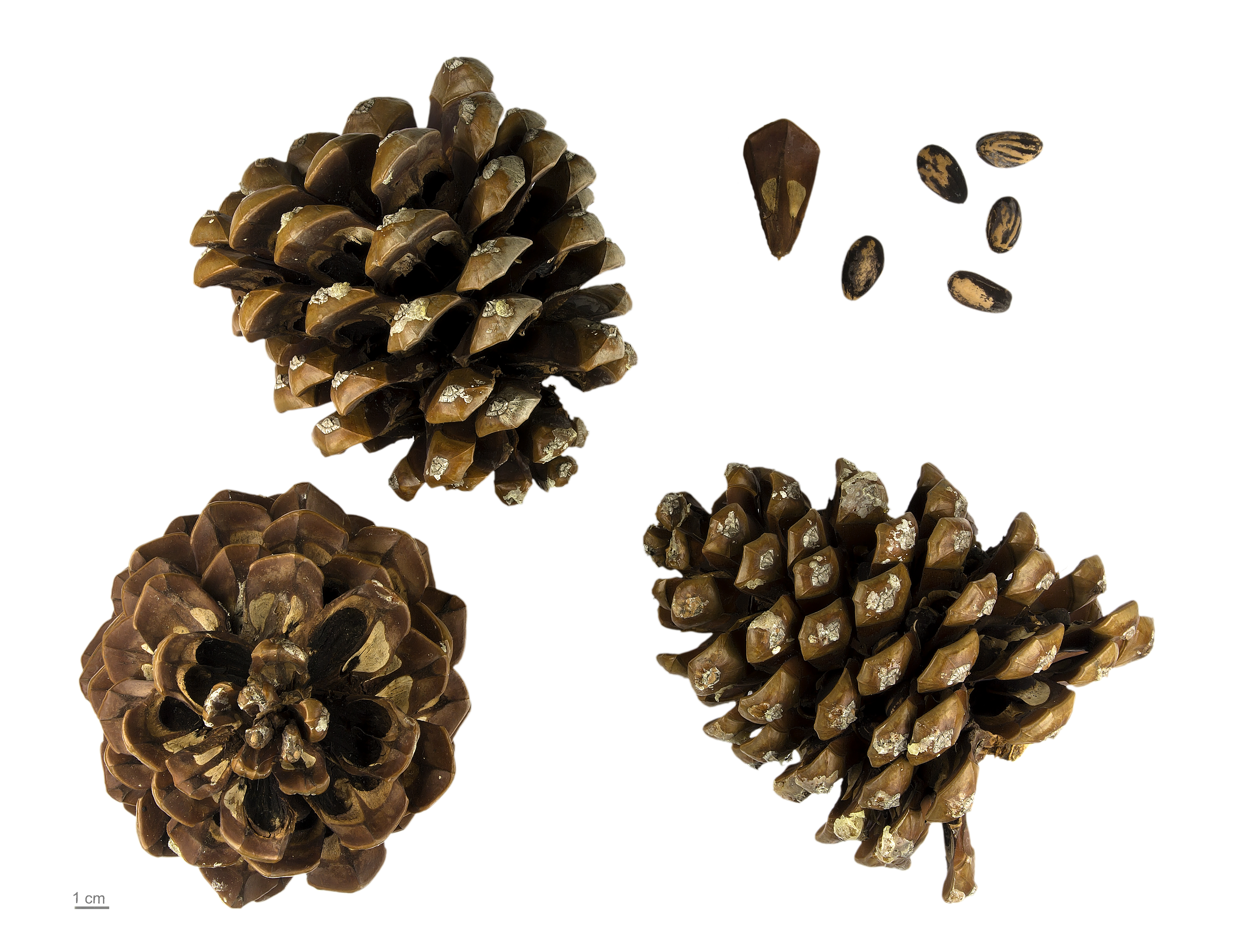
Pinus pinea - MHNT

O pinheiro-manso (Pinus pinea) é uma espécie de pinheiro originária do Velho Mundo, mais precisamente da região do Mediterrâneo. Desde a pré-história, esta árvore é aproveitada como fonte de alimento, devido aos pinhões que produz, sendo uma espécie bastante disseminada.
O pinheiro-manso pode exceder os 30 metros de altura, embora normalmente seja de menor dimensão - entre 12 e 20 metros. Possui uma forma de sombrinha bastante característica, com o tronco curto e largo, culminando numa copa bastante plana.